# Taximastinocerus pseudobrunneus
Taximastinocerus pseudobrunneus är en skalbaggsart som beskrevs av Wittmer 1988. Taximastinocerus pseudobrunneus ingår i släktet Taximastinocerus och familjen Phengodidae. Inga underarter finns listade i Catalogue of Life.